# Sergei Karasev (arbitre)
Pour les articles homonymes, voir Karasev.
Sergueï Karassiov (en russe : Сергей Геннадьевич Карасёв, Sergueï Guennadievitch Karassiov), né le 12 juin 1979 à Moscou, est un arbitre international russe de football.

## Biographie
De nationalité russe, Sergueï Karassiov est actuellement arbitre de football dans plusieurs compétitions, dont dernièrement la Ligue Europa 2018.

## Carrière
Il a officié dans des compétitions majeures : 
- Championnat de Russie depuis 2008
- Ligue Europa depuis 2011
- Ligue des champions de l'UEFA depuis 2012
- Qualifications pour l'Euro 2012
- Qualifications pour la Coupe du monde 2014
- Championnat d'Europe de football 2016
- Coupe du monde 2018